# Mariane Stub
Mariane Frederikke Stub (døbt 11. marts 1790 i Holmens Kirke, død 2. september 1842 i Kalundborg) var en dansk malerinde og tegnerinde, søster til Christian Gottlieb Kratzenstein Stub.
Hun var datter af kaptajnløjtnant, senere kommandørkaptajn Otto Frederik Stub og Louise Elisabeth, født Kratzenstein. Hun var lam på begge ben fra barn af og måtte hele sit liv bruge krykker. Kærlighed til kunsten bragte hende i ældre alder til at kaste sig over malerkunsten, og hun udstillede 1822-23 og 1826-30 på Charlottenborg Forårsudstilling nogle billeder, dels kopier, dels originale, mest religiøse og alvorlige emner. Hun malede også portrætter.
Til Den kgl. Malerisamling solgte hun i 1821 Kristus, der fristes af Djævlen. I 1840 solgte hun en del af sine studier og malerier ved auktion. Hendes talent kommer måske bedst frem i tegningerne, hvoraf en del findes i billedsamlingen på Det Kongelige Bibliotek. Sin sidste levetid tilbragte hun i Kalundborg, hvor hun døde ugift 1842. Hun er også begravet i denne by.
Hendes værker har siden været udstillet på Kvindernes Udstilling i København 1895 og på Kvindelige Kunstneres retrospektive Udstilling i samme by 1920.

## Værker
- Jacob Schnell (ca. 1810)
- Dennes hustru Charlotte Amalie f. Stub (ca. 1810)
- Kristus der fristes af Djævelen (udstillet på Akademiet 1821, købt af Den kgl. Malerisamling, brændt med Christiansborg 1884)
- Familiesorgen (udstillet 1823)
- Udsigt over Kalundborg (1824, tidligere i Johan Hansens samling)
- Kristus i Gethsemane (1826?, Aunsø Kirke)
- Et idealt hoved, forestillende dronning Dagmar (udstillet 1828)
- Et idealt hoved, forestillende dronning Bengerd (udstillet 1828)
- En bedende engel (udstillet 1829)
- Cand. chirurg. H.A. Hertz (1829, Medicinsk Museion)
- To småpiger ved et bord, den ene blæser en sæbeboble (udstillet 1830)
- Borgmester Johan Carl Ludvig Cederfeld de Simonsen
- Dennes 2. hustru Bertine Charlotte, f. Koefoed
- Grosserer H.C. Hellesen (ca. 1831)
- Dennes hustru Charlotte, f. Schnell (ca. 1831)
- Barneportræt af Carl Cederfeld de Simonsen (ca. 1840)
- Et idealt pigehoved (tegning, Sorø Kunstmuseum)

Tegninger i Det Kongelige Bibliotek